# Bratton Court
El Bratton Court situado en la aldea de Bratton dentro de la parroquia de Minehead Without en el condado inglés de Somerset (Reino Unido), se construyó como una casa señorial, con un vestíbulo (open hall) del siglo XIV y una cámara que sirve como dormitorio principal del siglo XV. Está dentro del Parque nacional de Exmoor y es un monumento clasificado de Grado I. Fue ampliado en el siglo XVII y ampliamente modificado a finales del siglo XIX y principios del siglo XX. Actualmente es una granja dividida en dos viviendas. La puerta de entrada y el granero en el extremo oeste del patio datan del siglo XV y también están catalogados como edificios de Grado I.

## Características
Bratton Court se construyó como una casa solariega en el siglo XIV, cuando se construyó el vestíbulo, y en el siglo XV, cuando se añadió la cámara de los señores (solar). Se hicieron más adiciones en el siglo XVII y modificaciones considerables a finales del siglo XIX y principios del siglo XX El edificio tiene planta en forma de T y está construida con piedra de mampostería, ahora enlucida, con cubiertas de pizarra, una gran chimenea de piedra a la izquierda de la entrada y una más pequeña a la derecha. El bloque principal tiene dos plantas de altura con ventanas abatibles del siglo XIX. Es una unidad de tres celdas con un vestíbulo abierto, con un vano a la izquierda del porche de entrada de madera y dos vanos a la derecha.
Un pasaje transversal está orientado al norte y al sur, y hay un ala que sirve como «Gran Cámara» al este (una habitación diseñada como la vivienda y el dormitorio privados de la familia); Antiguamente se pensó que esta ala era la capilla, pero ahora se reconoce como la cámara de los señores. Tiene una planta baja sin rasgos distintivos, mientras que el primer piso tiene tres pares de vigas articuladas, una de las cuales está completamente arriostrada. Hay una abertura de arco apuntado biselado en el muro del hastial este, otra abertura a la izquierda y un dintel biselado sobre la chimenea.
Las ventanas con parteluz de piedra están dispuestas de forma irregular; algunos tienen cabezas en forma de tréboles con enjutas perforadas que muestran un diseño de follaje, mientras que otros tienen cabezas en forma de cúspide. En la parte trasera del edificio, junto al arco, hay una extensión del techo de pizarra de una sola planta con una chimenea que alberga un horno de pan. El interior de la casa ha sido muy modificado, pero hay restos de un poste de pasillo cerca de la entrada, formando el marco de una puerta que una vez separó las habitaciones de los sirvientes, y otro poste de pasillo octogonal con zócalo abocinado y cuatro tirantes curvos en el extremo sur de la casa. El piso superior tiene siete pares de vigas con vigas arriostradas en arco que están ennegrecidas por el humo en el espacio del techo.
Bratton Court fue designado monumento clasificado de Grado I el 22 de mayo de 1969. En el momento de la inclusión en la lista, el edificio se utilizaba como casa de campo y se había dividido en dos viviendas. La puerta de entrada y el granero asociados que lindan con el extremo oeste del patio datan del siglo XV y también están designados como edificios de Grado I.
En 2002 se presentó una solicitud de planificación (planning application) para convertir los establos en una cafetería, un centro de artesanía, una sala de ahumado y oficinas.